# سیارک ۳۳۰۱۰
سیارک ۳۳۰۱۰ (به انگلیسی: 33010 Enricoprosperi، نامگذاری:1997EO30) سی و سه هزار و دهمین سیارک کشف شده‌است که در ۱۱ مارس ۱۹۹۷ کشف شد.